# 上毛野氏
上毛野氏（かみつけのうじ/かみつけぬうじ）は、「上毛野」を氏の名とする氏族。上毛野国造を歴任した。
第10代崇神天皇皇子の豊城入彦命を祖とする皇別氏族で、「上毛野君（公）」のち「上毛野朝臣」姓を称した。
『日本書紀』には豊城入彦命に始まる氏族伝承が記載されており、上毛野氏以外にも伝承を共有する諸氏族がある。本項では、それらの氏族全般についても解説する。

## 概要
氏の名の「上毛野」に見えるように、古代に上毛野地域（現・群馬県）を拠点とした豪族である。「毛野（けの/けぬ）」とは古代の群馬県・栃木県周辺を指す地域名称で、現在の北関東に比定されている。毛野地域のうち「上毛野」は「上野（上野国）」に転じ現在の群馬県に相当し、「下毛野」はのちに「下野（下野国）」に転じ現在の栃木県に相当する。群馬県には数多くの古墳が築かれ、古代日本において有数の勢力であったと考えられている（詳しくは「毛野」を参照）。
『日本書紀』には、崇神天皇皇子の豊城入彦命に始まる独自の系譜伝承が記されている。その中で、中央貴族が毛野地域に派遣され、その経営に携わったと伝える。ただし、実際のところ在地豪族か中央派遣氏族かは明らかとなっていない。また同書には上毛野氏の蝦夷征伐・朝鮮交渉従事の伝承があり、対外関係に携わった氏族であることも示唆される。
若狭徹は、『日本書紀』の記述以外にも、
- 『新撰姓氏録』によれば上毛野氏の同族が紀伊国、摂津国、河内国にいる
- 王仁後裔氏族の伝承に荒田別が登場する
- 「百済本記」に登場する「久羅麻致支弥」の存在
- 群馬県での出土品

から、上毛野氏が外交に携わったのは確実であると指摘した。
大化以後には、毛野出身の氏族として「東国六腹朝臣」と総称される上毛野氏・下毛野氏・大野氏・池田氏・佐味氏・車持氏ら6氏が、朝廷の中級貴族として活躍を見せた。『新撰姓氏録』にはこれら6氏族が上記の伝承を共有したことが見えるが、その他にも多くの氏族の伝承共有が同書に見え、その数は合計で40氏弱にも及ぶ。それら関係氏族の経緯・広がりや毛野との関わりについては、未だ明らかとはなっていない。
8世紀後半以後は、その東国出身氏族とは別に渡来系氏族の田辺氏（たなべのふひと)らの上毛野君への改姓が認められた頃から、政権内での活動も低調となった。

## 出自
『日本書紀』には第10代崇神天皇が皇子の豊城命（豊城入彦命/豊木入日子命）に東国統治を命じたと記載するが、その豊城命について「上毛野君・下毛野君の祖」であると付記している。なお豊城入彦命が上毛野君・下毛野君の祖である旨は、『古事記』にも記されている。
平安時代初期の弘仁6年（815年）『新撰姓氏録』の上毛野朝臣（皇別 右京）条には「崇神天皇皇子の豊城入彦命の後」と記載されており、豊城入彦命の後裔と公称した。また『先代旧事本紀』「国造本紀」では、崇神天皇の御世に豊城入彦命孫の彦狭島命が初めて東方十二国を平定した時に上毛野国造に封ぜられたと記載されており、上毛野氏が国造の任にあったと推測されている。

## 伝承

### 日本書紀
『日本書紀』には、豊城入彦命（とよきいりびこのみこと、豊木入日子命/豊城命とも）に始まる以下の氏族伝承が記載されている。
- 東国統治
豊城入彦命は第10代崇神天皇と遠津年魚眼眼妙媛（紀伊国荒河戸畔の女）の間に生まれた皇子で、「上毛野君・下毛野君の祖」と付記されている[原 1]（『古事記』も同様[原 2]）。崇神天皇48年、天皇は豊城命（豊城入彦命）と活目命（のちの垂仁天皇）に夢の内容を問うた結果、活目命を皇太子とし豊城命には東国統治を命じたという[原 1]。
垂仁天皇5年、八綱田（やつなた）は命を受け狭穂彦を討ち、「倭日向武日向彦八綱田」の名を与えられた[原 5]。『新撰姓氏録』から、八綱田は豊城入彦命の子とされる[原 6]。
景行天皇55年、豊城入彦命の孫の彦狭島王（ひこさしまおう）[注 4]が東山道15国の都督に任じられた。しかしながら、途中の春日の穴咋邑にて没し、上野国に葬られた[原 7]。代わって景行天皇56年、彦狭島王の子の御諸別王（みもろわけのおう）が彦狭島王に代わって東国を治め、蝦夷を討った[原 8]。

- 対朝鮮・対蝦夷関係での軍事・外交伝承
神功皇后49年、荒田別（あらたわけ）と鹿我別（かがわけ）は将軍に任命され、新羅に派遣された。そして新羅の軍を破り7国を平定してのち、百済の近肖古王と貴須王子と会見した[原 9]。応神天皇15年、荒田別・巫別（かんなぎわけ：鹿我別と同一人物とされる）が百済に派遣され、王仁を連れ帰った[原 10]。
仁徳天皇53年、竹葉瀬（たかはせ）が、貢調しない新羅の問責のため派遣された。途中で白鹿を獲たため、一旦還り仁徳天皇に献上し再度赴いた。のち、弟の田道（たぢ）も新羅を討ったという[原 11]。

- 武蔵国造の乱
安閑天皇元年（534年?）、武蔵国造の笠原直使主と小杵の内紛（武蔵国造の乱）において、上毛野君小熊は小杵に援助を求められたという[原 12]。

### 国造本紀
『先代旧事本紀』「国造本紀」では、次の国造が上毛野氏関連として記載される。（）内は現在の都道府県における相当領域。
- 上毛野国造 （群馬県）
崇神天皇皇子豊城入彦命の孫の彦狭島命が、初めて東方十二国を平定した時封ぜられた[原 4]。
- 下毛野国造 （栃木県南部）
仁徳天皇の時代、毛野国を分け上と下とした。豊城命四世孫の奈良別が初めて国造に定められた[原 13]。
- 浮田国造 （福島県北東部）
成務天皇の時代、崇神天皇五世孫の賀我別王が国造に定められた[原 14]。
- 針間鴨国造 （兵庫県中部）
成務天皇の時代、上毛野同祖の御穂別命子の市入別命が国造に定められた[原 15][注 5]。

## 歴史
『日本書紀』では、7世紀中葉（大化前後）を境として伝承から史録として記載されるようになる。内容に関しても、それまでは毛野を舞台にしたものであったが、中央が舞台となり東国との関わりをうかがえる記載は少なくなる。
7世紀には、白村江の戦いにおいて、倭国主力軍の将軍として上毛野君稚子が朝鮮半島に派遣され一定の戦果を収めたたほか、三千は『帝紀』と上古諸事の記定に携わり、いずれも中央貴族として活躍した。天武天皇13年（684年）には上毛野朝臣、下毛野朝臣、佐味朝臣、池田朝臣、車持朝臣、大野朝臣のいわゆる「東国六腹朝臣」が「朝臣」姓を賜り、中央の中級貴族として活躍した。また、下毛野古麻呂は藤原不比等らとともに『大宝律令』の編纂に関わり、のちの三戒壇の1つの下野薬師寺を氏寺として建立したとも伝えられる。
8世紀に入ると、初期には陸奥守に小足・安麻呂、陸奥按察使に広人、後半には出羽介・出羽守に馬良、陸奥介に稲人が任じられたように、蝦夷に対する活動が行われた。東国六腹朝臣全体においても、下毛野石代が副将軍、大野東人が陸奥按察使兼鎮守府将軍、池田真枚が鎮守府副将軍に任じられた。蝦夷対策を担当した点については、後世に陸奥国の豪族に「上毛野陸奥公」や「上毛野胆沢公」等の賜姓がなされていること、俘囚の多くが上毛野氏系の部民に多い「吉弥侯部」を名乗ったことからもうかがわれる。しかしながら、広人が蝦夷の反乱に遭い殺害され、宿奈麻呂が長屋王の変に連座して配流された後は没落した。以後は、代わって田辺史系の上毛野氏（後述）が中核を占めるに至った。
平安時代初めから中頃にかけては、近衛府の下級官人・舎人として名が見られる。この時期には下記の渡来系氏族が中央官僚として活躍しているが、在地豪族氏族は宮廷武官として台頭したものと考えられている。

## 渡来系の上毛野氏
朝鮮系(百済）渡来人の上毛野氏は、豊城入彦命（第10代崇神天皇皇子）五世孫の竹葉瀬（たかはせ）を祖と称する皇別氏族。「上毛野君（公）」のち「上毛野朝臣」姓を称した。
出自
『新撰姓氏録』の上毛野朝臣（皇別 左京）条には「豊城入彦命五世孫の多奇波世君の後」と記すとともに「天平勝宝2年（750年）に田辺史から上毛野公と改姓した」と注記されている。この多奇波世君（たかはせのきみ：竹葉瀬に同じ）の後裔と記される氏族は他にも住吉朝臣・池原朝臣・桑原公・川合公・商長首があり、これらの氏族は渡来系のグループと解されている。
平安時代に行われた『日本書紀』の講書の内容をまとめた書物である『日本書紀弘仁私記』序において「諸蕃雑姓」に注として、田辺史・上毛野公・池原朝臣・住吉朝臣4氏が百済系の渡来人でありながら竹合（竹葉瀬に同じ）後裔を名乗ることを疑問視する記録が存在する。
歴史
前述のように天平勝宝2年（750年）に「上毛野君」を賜姓され、弘仁元年（810年）に「上毛野朝臣」を賜姓された。以降は朝廷の要職に就き、東国系氏族に代わり上毛野氏の中核をなした。

## 主な人物・氏族

### 人物
伝承
『日本書紀』『新撰姓氏録』『先代旧事本紀』に記載された、豊城入彦命の子孫伝承を有する人物。
- 子
  - 八綱田 - 東国・朝鮮伝承は無し。
- 孫
  - 彦狭島王 - 東山道十五国都督に任じられるが途中で病死。
- 三世孫
  - 御諸別王（弥母里別命） - 都督として東国統治。
- 四世孫
  - 荒田別 - 朝鮮伝承
  - 鹿我別（巫別、賀我別王） - 朝鮮伝承。
- 五世孫
  - 竹葉瀬（多奇波世、竹合） - 朝鮮伝承。
  - 田道 - 朝鮮伝承。
  - 現古[原 18]
- 六世孫
  - 奈良別[原 19]
  - 真若（賀表乃真稚命）[原 20]
- 八世孫
  - 射狭君[原 21]
- 十世孫
  - 佐太公[原 22]
- 上毛野君小熊 （6世紀前半?） - 『日本書紀』で初めて「上毛野」を冠する。武蔵国造の乱に関与[12]。
- 上毛野君形名 （7世紀前半） - 大仁。将軍として蝦夷を討伐[13]。
- 上毛野君稚子 （7世紀後半） - 百済救援軍の将軍の1人として新羅と戦い2城を奪取[14]。
- 上毛野君三千 （?-682年） - 大錦下。『帝紀』と上古諸事を記定[15]。
- 上毛野朝臣小足 （?-709年） - 従四位下。吉備総領、下総守、陸奥守を歴任。
- 上毛野朝臣堅身 （8世紀前半） - 美作国建国を上申し、初代国守に就任。
- 上毛野公大椅女 （8世紀中頃） - 『日本霊異記』に記述[16]。
- 上毛野朝臣穎人 （766年-821年） - 従四位上。遣唐使に録事として加わり渡唐。薬子の変にも功。『新撰姓氏録』編纂に参加。『凌雲集』に1首、『経国集』に1首[17]。
- 上毛野朝臣永世 （9世紀後半） - 従四位下。『貞観格』の編纂に参加[18]。
- 上毛野朝臣氏永 （9世紀後半） - 従五位下。石見権守在任中に騒動により解職[19]。
- 上毛野朝臣滋子 （?-892年） - 従三位より上位[注 6]、典侍。藤原良房家の女官を経て藤原明子に奉仕[20]。

### 氏族
平安時代初期、弘仁6年（815年）の『新撰姓氏録』に記載される氏族のうち、以下の氏族が上毛野氏の関係氏族として指摘されている。これらの氏族は、出自により「東国六腹朝臣系」「渡来系」「紀伊・和泉系」の3グループに分けうると考えられており、本項でもその分類で記載する。
以下は原典に準拠したもので、始祖の表記・出自には他の文献との異同があるので注意。また、「種別」は出自による皇別・神別・諸蕃・未定雑姓の別を、「本貫」は戸籍上の登録地を意味する。
| 氏族名             | 種別     | 本貫   | 始祖                                     |
| ------------------ | -------- | ------ | ---------------------------------------- |
| 東国六腹朝臣系氏族 |          |        |                                          |
| 下毛野朝臣         | 皇別     | 左京   | 豊城入彦命（崇神天皇皇子）               |
| 垂水史             | 皇別     | 左京   | 彦狭島命（豊城入彦命孫）                 |
| 吉弥侯部           | 皇別     | 左京   | 奈良君（豊城入彦命六世孫）               |
| 大網公             | 皇別     | 左京   | 真若君（豊城入彦命六世孫、下毛君奈良弟） |
| 車持公             | 皇別     | 左京   | 射狭君（豊城入彦命八世孫）               |
| 池田朝臣           | 皇別     | 左京   | 佐太公（豊城入彦命十世孫）               |
| 上毛野坂本朝臣     | 皇別     | 左京   | 佐太公（豊城入彦命十世孫）               |
| 上毛野朝臣         | 皇別     | 右京   | 豊城入彦命（崇神天皇皇子）               |
| 佐味朝臣           | 皇別     | 右京   | 豊城入彦命                               |
| 大野朝臣           | 皇別     | 右京   | 大荒田別命（豊城入彦命四世孫）           |
| 田辺史             | 皇別     | 右京   | 大荒田別命（豊城入彦命四世孫）           |
| 佐自努公           | 皇別     | 右京   | 大荒田別命（豊城入彦命四世孫）           |
| 垂水公             | 皇別     | 右京   | 賀表乃真稚命（豊城入彦命四世孫）         |
| 下養公             | 皇別     | 大和国 | 豊城入彦命                               |
| 広来津公           | 皇別     | 大和国 | 大荒田別命（豊城入彦命四世孫）           |
| 渡来系氏族         |          |        |                                          |
| 上毛野朝臣         | 皇別     | 左京   | 多奇波世君（豊城入彦命五世孫）           |
| 住吉朝臣           | 皇別     | 左京   | 多奇波世君（豊城入彦命五世孫）           |
| 桑原公             | 皇別     | 左京   | 多奇波世君（豊城入彦命五世孫）           |
| 池原朝臣           | 皇別     | 左京   | 多奇波世君                               |
| 商長首             | 皇別     | 左京   | 多奇波世君                               |
| 川合公             | 皇別     | 左京   | 多奇波世君                               |
| 田辺史             | 諸蕃     | 右京   | 知惣（漢王後裔）                         |
| 紀伊・和泉系氏族   |          |        |                                          |
| 韓矢田部造         | 皇別     | 摂津国 | 豊城入彦命                               |
| 車持公             | 皇別     | 摂津国 | 豊城入彦命                               |
| 広来津公           | 皇別     | 河内国 | 豊城入彦命                               |
| 止美連             | 皇別     | 河内国 | 豊城入彦命                               |
| 村挙首             | 皇別     | 河内国 | 豊城入彦命                               |
| 佐代公             | 皇別     | 和泉国 | 豊城入彦命                               |
| 茨木造             | 皇別     | 和泉国 | 豊城入彦命                               |
| 丹比部             | 皇別     | 和泉国 | 豊城入彦命                               |
| 登美首             | 皇別     | 和泉国 | 倭日向建日向八綱田命（豊城入彦命男）     |
| 軽部               | 皇別     | 和泉国 | 倭日向建日向八綱田命                     |
| 珍県主             | 皇別     | 和泉国 | 御諸別命（豊城入彦命三世孫）             |
| 葛原部             | 皇別     | 和泉国 | 大御諸別命（豊城入彦命三世孫）           |
| 我孫               | 未定雑姓 | 摂津国 | 八綱多命（豊城入彦命男）                 |
| 佐自怒公           | 未定雑姓 | 河内国 | 豊城入彦命                               |
| 伊気               | 未定雑姓 | 河内国 | 荒田別命（豊城入彦命四世孫）             |
| 我孫公             | 未定雑姓 | 和泉国 | 倭日向建日向八綱田命（豊城入彦命男）     |

このほか、『日本書紀』や『続日本紀』などに見える有馬君、朝倉君、井上君、物部君、石上部君、磯部君、檜前部君等を上毛野氏と同族であるとする説が存在する。この説では、有馬君は榛名山東麓、朝倉君は前橋市朝倉町、物部君は高崎市南部、石上部君は高崎市西部から旧碓氷郡、磯部君は安中市南部から甘楽郡、檜前部君は伊勢崎市東部に勢力を張っていたとする。
『続日本紀』天平神護元年11月条によれば、上野国甘楽郡人の中衛・物部蜷淵ら5人が、同2年5月条によれば、上野国甘楽郡人の外大初位下・礒部牛麻呂ら4人がそれぞれ物部公を賜わっている。

### 複姓の上毛野氏
上毛野氏には複姓の一族（血縁関係はない場合もある）として、上毛野坂本朝臣、上毛野佐位朝臣、上毛野陸奥公、上毛野名取朝臣、上毛野鍬山公、上毛野中山公などがいる。特に名前が見えるのは上毛野坂本朝臣で、『新撰姓氏録』によるとこれは佐太公（豊城入彦命十世孫）の末裔であるとされる。最初に上毛野坂本という氏が確認できるのは大宝元年（701年）で、碓氷郡の石上部登与という人物が上毛野坂本君の氏姓を賜ったとされる。天平勝宝5年（753年）には、碓氷郡出身で国分寺の僧侶であった外従五位下・石上部諸弟と左京の人で登与の子である石上部男嶋が上毛野坂本君の氏姓を賜っている。神護景雲元年（767年）には、碓氷郡出身の上毛野坂本君男嶋と上毛野坂本君黒益が上毛野坂本朝臣の氏姓を賜っている。
上毛野佐位朝臣は檜前部老刀自が賜った。称徳朝の天平神護3年（767年）に上野佐位朝臣を賜姓ている。さらにその翌年の神護景雲2年（768年）には、上野国の国造に任命されている。なお、天平13年（741年）には、揩布屏風袋第二號銘文に「佐位郡佐位郷戸主檜前部黒麻呂」と「正六位上勲十二等（佐位）郡司大領外檜前部君賀味麻呂」の名前が見える。
上毛野陸奥公は、神護景雲元年（767年）に陸奥国宇多郡の吉弥侯部石麻呂が、同3年（769年）に同郡の吉弥侯部文知が賜っている。同年には、名取郡の吉弥侯部老人らが上毛野名取朝臣を、信夫郡の吉弥侯部足山守らが上毛野鍬山公を、新田郡の吉弥侯部豊庭が上毛野中村公を賜わっている。

## 考証

### 毛野との関係

#### 文献の考証
『古事記』『日本書紀』では上毛野氏に関して多彩な伝承が記述されるが、7世紀中葉（大化前後）を境として唐突に史録として記載されるため、伝承と史録との間には大きな溝がある。史録の部分からは毛野との関わりをうかがえる記載は少なく、この間をどう扱うかが氏族を把握するための鍵となっている。毛野地域内には、豊城入彦命を始めとした『日本書紀』の伝承にある人物の陵墓と伝わる古墳が多くあり、伝承に何らかの背景があったことが指摘されており、その中で、毛野の地域づくりが東国経営の拠点と位置づけられ、それを世襲的に任された王族がいたことも示唆される。ただし実際のところ、毛野の豪族が在地豪族であったか中央派遣氏族であったかは明らかとなっていない。
- 中央派遣氏族か在地豪族かについて
前述のように『古事記』『日本書紀』では朝廷から祖先が派遣されたと記すほか、『国造本紀』の上毛野国造条にも他の国造の項にあるはずの「定賜国造」の文言がなく、これらをもって上毛野氏が中央からの派遣氏族だとする主張がある[2]。上毛野国造の記述は史書にはなく存在は不確かであるが、畿外勢力でありながら中級貴族官人となり得た上毛野氏始め東国六腹朝臣は、他の国造グループとは一線を画すものだという指摘もある[25]。
一方で、実際には上毛野（上野）・下毛野（下野）に分かれる以前に存在した「毛野政権」の王であった豪族と見る考えもある[26]。これに関連して、武蔵国造の乱における上毛野氏の立場から、上毛野氏は6世紀前半期まで大和朝廷に対抗出来るだけの勢力を有していたとみる見解も古くから存在する[26]。後述の古墳の変容を踏まえても、5世紀代にヤマト王権と同盟・連合関係にあったと考えられる「毛野政権」は、解体を経て6世紀前半からヤマト王権の体制に入っていくと見る説がある[7]。

- 紀伊・和泉との関係について
赤城山を祀る赤城神社には、上毛野氏による創祀伝承が残っている。『日本書紀』では豊城入彦命の母が紀伊出身と記載がある。また「赤城」の由来の一説としても、上毛野氏が歴史編纂にあたって祖先と発生地を「紀（き = 紀伊）」地方に求め、祖先の名を「とよき（豊城入彦命）」・信仰する山を「あかき（赤城山）」とした、と関連づける考えがある[27]。
これに関連し、『新撰姓氏録』の豊城入彦命後裔として諸蕃雑姓の和泉・摂津・河内のグループがあることに着目し、紀伊に始まって5世紀まではこれらの地で勢力を築き、のち6・7世紀は東国に移住して勢力を伸ばし、8世紀以後は中央貴族として活躍したという説が提唱されている[28]。

- 三輪山との関係について
豊城入彦命が夢の中で御諸山（= 三輪山）に登ったという伝承や、御諸別王の名、田道の墓から大蛇が出たという説話、形名の妻が弓弦を鳴らさせて蝦夷を破ったという説話から、御諸山の神を奉じて東国経営を行なったことが示唆される[29]。また上毛野国造、下毛野国造の両国には式内社で大神神社や美和神社、大国神社が見られ、赤城神社においても大己貴神を祀るなどしている。これは、御諸山の神が軍神的な役割を果たしていた[注釈 1][注釈 2]ことと関連しているとする説がある[30][31]。

#### 考古資料による考証

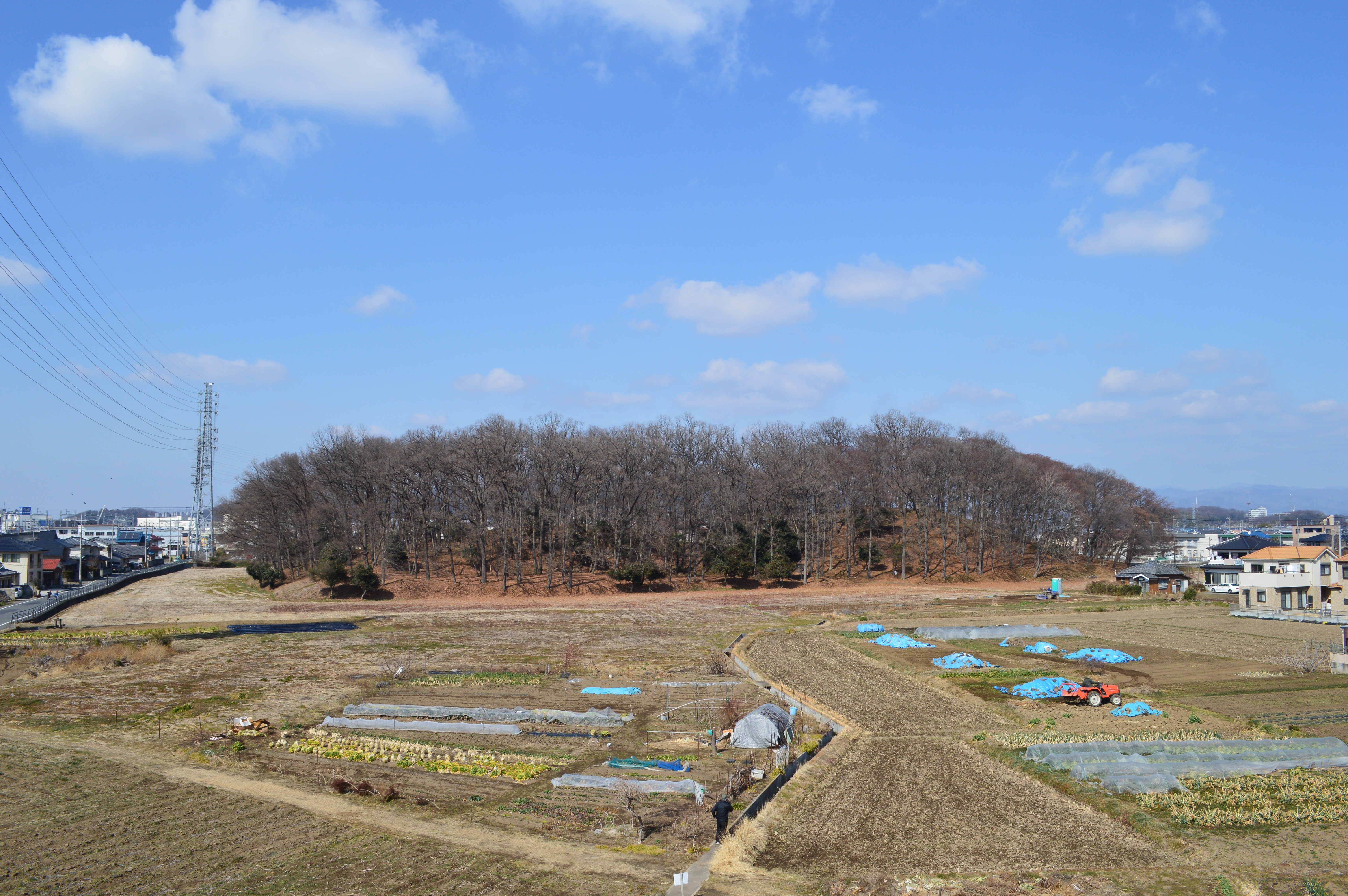
太田天神山古墳（群馬県太田市）
毛野を象徴する東日本最大の古墳。

毛野地域（群馬県・栃木県南西部）は、古墳時代に多くの古墳が築かれたことが知られる。特に上毛野地域（群馬県）においては、東日本最大の太田天神山古墳（群馬県太田市、全長210mで全国26位）を始めとして、全長が80mを越す大型古墳が45基、総数では約1万3000基もの古墳が築かれている。
4世紀初頭には前方後方墳が築かれ、同地方由来の土器が使用されていた。4世紀中葉以降は前方後円墳に移行し、畿内の石工による石棺の築造も認められる。これらから毛野では首長連合政権が形成されたと見られ、少なくとも5世紀前半以降には畿内の豪族と同盟にあり、ヤマト政権内部で極めて重要な位置を占めたと考える説がある。5世紀中頃には東日本最大の太田天神山古墳が築かれ、一帯で最大規模を誇っていた。この太田天神山古墳（群馬県太田市）やお富士山古墳（群馬県伊勢崎市）には、ヤマト王権の王陵に見られる長持形石棺が使用されている（詳しくは「毛野」を参照）。また安本美典は太田天神山古墳と同時期の築造で、毛野と遠く離れた吉備地方の造山古墳が殆ど正確に相似形であると指摘している。
後世の上毛野氏の東国六腹朝臣における盟主的立場から上毛野氏と毛野政権との関係が指摘されるが、この当時にいた豪族の詳細は明らかではない。
6世紀後半からは、地域内の各地に大型古墳の林立が顕著となる。これら各地に豪族が割拠していたと見られ、上毛野氏の本拠地としては『続日本紀』の「上野国勢多郡小領」の文言や赤城信仰の中核である赤城神社の存在を基として「赤城山南麓」と見るのが定説とされ、その地にある大室古墳群（群馬県前橋市）が注目されている。
一方、7世紀に入っても大型の方墳が築かれ続けた総社古墳群（群馬県前橋市）に本拠地を求める説もある。この地には山王廃寺（放光寺）があり関係性が指摘されるほか、後世には上野国府が設置されることとなる。

### 氏族の広がり
東国六腹朝臣」とは上毛野氏、下毛野氏、大野氏、池田氏、佐味氏、車持氏の総称で、いずれも天武天皇13年（684年）に八色の姓において「朝臣」の姓を授けられた。「東国六腹朝臣」の名称自体は『続日本紀』の1条に記載されるのみであるが、その中で池原・上毛野2氏の出自が豊城入彦命であること、豊城入彦命の子孫である「東国六腹朝臣」は居地によって姓と氏を得たことが記載されている。東国六腹朝臣の特質として、畿外出身ながら「朝臣」という高いカバネの取得、国史編纂・律令撰定への参画、対朝鮮・対蝦夷政策への従事が挙げられる。そしてこれら6氏は各々独自の始祖を持っていたことが『新撰姓氏録』からわかる。
紀伊・和泉系氏族とは、本貫を紀伊・河内・和泉等とする氏族で、東国六腹朝臣グループとの重複も見られる。また、このグループにのみ八綱田命の記載が見られることや、皇別を称しながら未定雑姓に組み込まれた氏族があることも特徴である。
これらに関して、豊城入彦命の母が紀伊の豪族出身であったことに着目し、第3グループを氏族の発生地と見た以下のモデルが提唱されている。
- 500年頃以前 - 紀伊・和泉において文化・軍事両面で対朝鮮交渉に活躍。
- 6・7世紀 - 蝦夷との戦いのため東国に派遣され東国六腹朝臣としての勢力を構築。
- 700年頃以降 - 中央官人として活躍。

また、上毛野氏が対朝鮮で活躍する過程で渡来してきたのが第2グループであろう、と考察が加えられる。ただしモデルには不明な点も多く、実態の解明には更なる考証が必要とされる。

### 注
1. ↑  江戸時代から近年まで、「かみつけの」は「かみつけぬ」とも呼ばれたが、これは誤読との説もある（「毛野#「毛野」の由来と読み」参照）。
2. ↑  『続日本紀』延暦10年4月条にその呼称が見られ、これら6氏族に比定される（熊倉浩靖「上毛野国から東国へ」（『群馬史再発見』（あさを社、2001年）））。
3. ↑  ただし、史書に記される各人物がどちらにあたるかは不明な点が多い。
4. ↑  この彦狭島王は、孝霊天皇皇子である彦狭島命とは別人。
5. ↑  この「御穂別命」は「御諸別命」の誤記とする説がある（針間鴨国造（播磨）（日本辞典））。
6. ↑  上毛野滋子に関して、元慶3年（879年）に従三位から昇叙したという記録はあるが、具体的な位階は明らかでない。
7. ↑  なお、以前には太田天神山古墳以上の規模と推考される古墳の議論がなされていた。1つには、推定全長220m以上として雷電山古墳（栃木県宇都宮市）が挙げられることがあったが（『栃木県の地名』雷電山古墳項等）、1990年の調査で推定古墳跡地上で住居跡が見つかり、大規模古墳であることは否定されている。また、米山古墳（栃木県佐野市）も「米山丘陵全体が古墳」だとして全長約360mとする説があるが（現地説明板等）、現在はほぼ否定されている（米山古墳（とちぎの文化財））。
8. ↑  群馬県内では、1935年の調査で8,423基の古墳が（『上毛古墳綜覧』）、2012-2015年度の調査で13,249基の古墳が確認されている（"古墳王国裏付け1万3249基"<読売新聞、2017年3月5日記事>）。